# Amphithéâtre de Carthage
L'amphithéâtre de Carthage est un amphithéâtre romain construit au Ier siècle dans la ville de Carthage, reconstruite par Jules César (Colonia Julia Karthago) et qui devient la capitale de la province romaine d'Afrique.
La prédation qui sévit sur le site archéologique fait que seule subsiste l'arène, alors que l'édifice faisait l'admiration de voyageurs, y compris au Moyen Âge.
Le site fait l'objet de fouilles à la fin du XIXe siècle, mais aussi de restauration et d'aménagements contestables du fait de la tradition chrétienne qui en fait un lieu de martyre.

## Histoire
L'amphithéâtre de Carthage est construit à la fin du Ier siècle ou au début du IIe siècle, à l'ouest de la colline de Byrsa. Une inscription datée atteste qu'il est en service en 133-139. Il est agrandi au cours du IIIe siècle. Selon le poète Luxorius, l'amphithéâtre est encore utilisé au début du VIe siècle, à l'époque vandale,.
Au XIe siècle, Al-Bakri donne une description de l'amphithéâtre, qu'il qualifie de monument le « plus merveilleux de Carthage » : « Cet édifice se compose d'un cercle d'arcades soutenues par des colonnes et surmontées par d'autres arcades semblables à celles du premier rang. Sur les murs de cet édifice, on voit représentées des images d'animaux [...] On y distingue des figures qui symbolisent les vents : celui de l'Orient a l'air souriant, celui de l'Occident a un visage renfrogné ».
Pendant longtemps la hauteur de ses arches fait l'admiration des visiteurs du Moyen Âge, dont Al Idrissi impressionné par la « construction en cirque formée d'environ cinquante arcades » ; il précise : « Au sommet de chaque arcade est un cintre, et sur le cintre de l'arcade inférieure, l'on voit sculptées en relief diverses figures et représentations curieuses d'êtres humains, d'animaux, de navires, le tout exécuté avec un art infini et une immense habileté ».
Depuis, l'exploitation du monument par les pilleurs de pierre et de métal l'a nivelé au sol. Aussi, seule l'arène, dégagée à la fin du XIXe siècle et au début du XXe siècle, subsiste aujourd'hui au milieu d'un bocage de pins, de même que le mur d'enceinte qui a été restauré.
En 1887, une croix est érigée en son centre en souvenir du martyre de chrétiens dont Perpétue et Félicité. Ces deux saintes de l'Église catholique furent sans doute martyrisées dans un autre monument analogue mais inconnu à ce jour, en dépit d'une tradition relayée longtemps y compris par les historiens. La construction d'une chapelle moderne dédiée aux deux saintes a perturbé les installations du sous-sol de l'amphithéâtre.

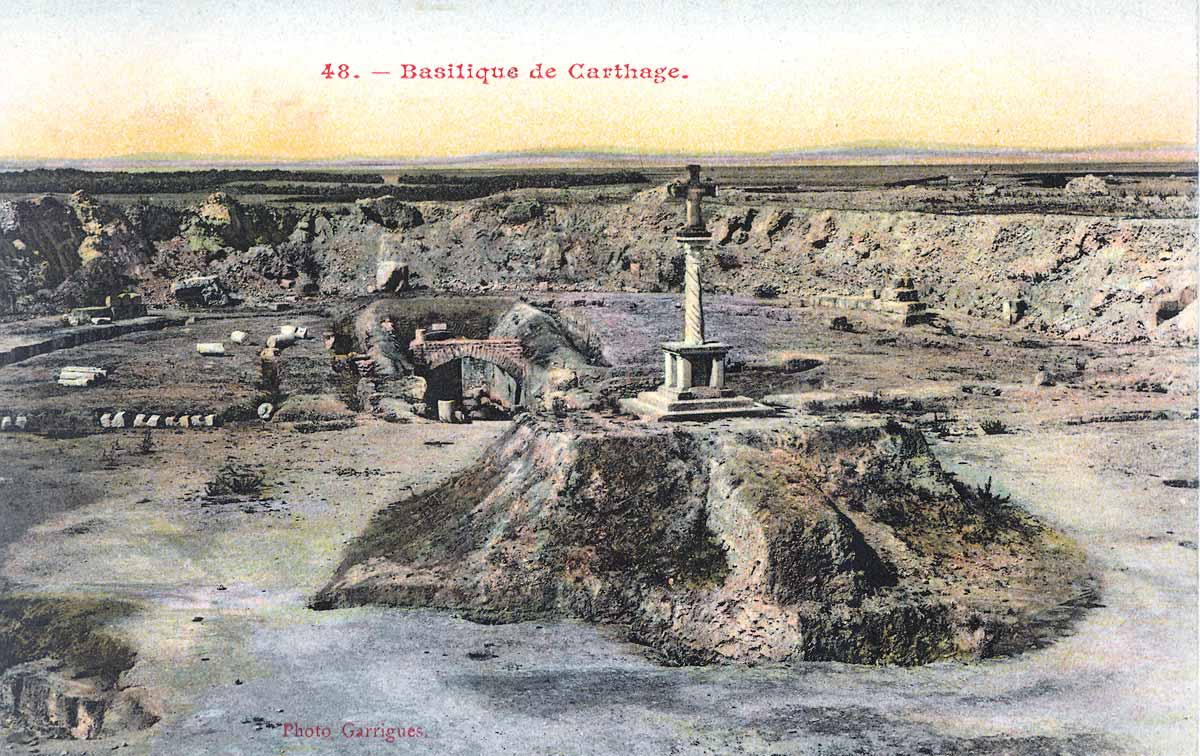
Vue de l'amphithéâtre en 1890.
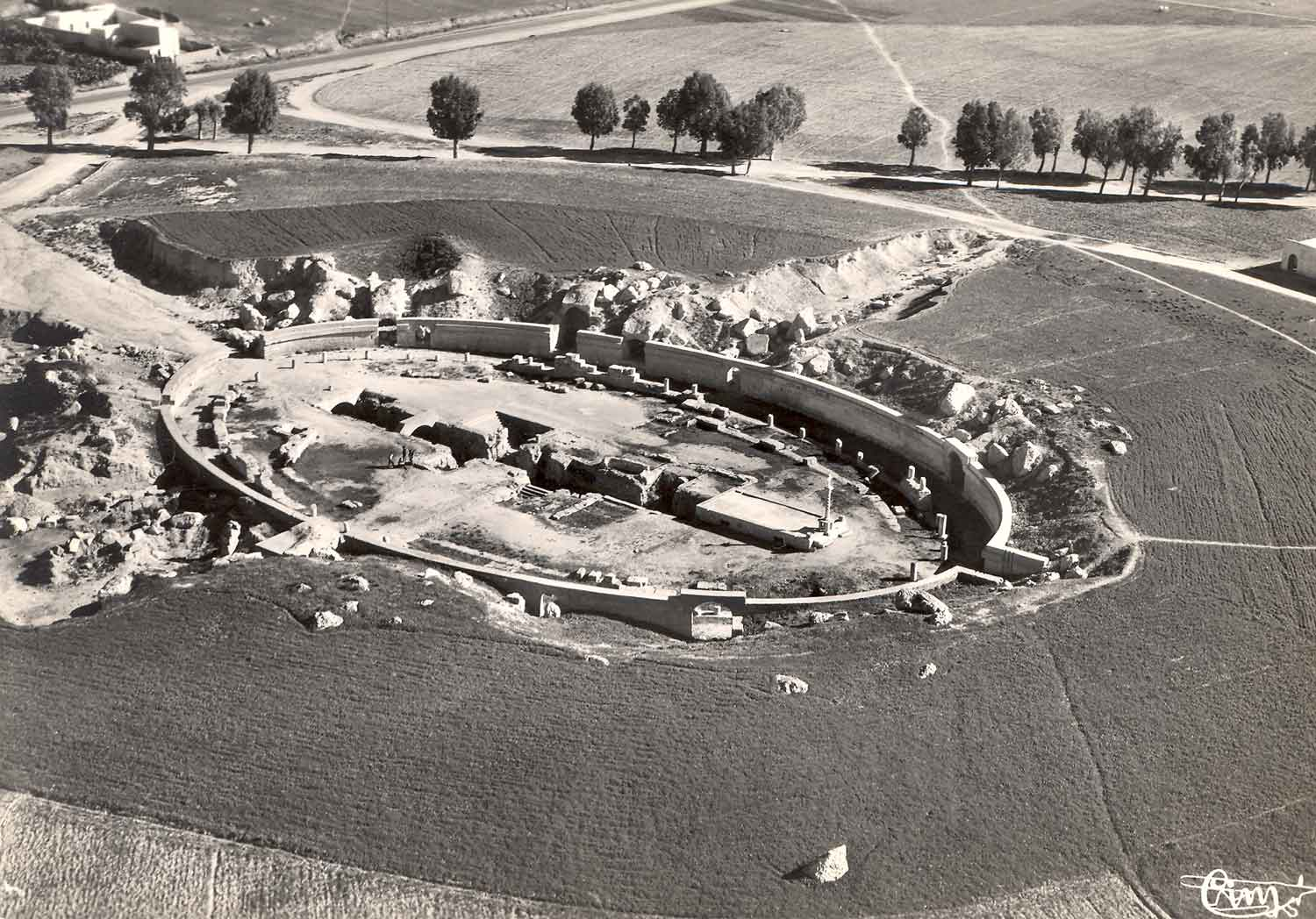
Vue aérienne de l'amphithéâtre (1950).

## Architecture
L'amphithéâtre offre une arène de 64,66  sur 36,70 mètres, entourée d'un podium construit en opus quadratum de 2,5 mètres de hauteur, et des gradins reposant sur une série de 54 travées. Son périmètre extérieur est de 120 mètres sur 93. Lors de son agrandissement, son grand axe est porté à 156 mètres pour une largeur de 128 mètres, avec une façade faite de blocs de calcaire (kadhal). Sa capacité est estimée à 30 000 places.
C'est l'un des trois amphithéâtres africains, avec ceux d'El Jem et de Thapsus, à être construit sur un terrain plat, sans adossement à une colline.

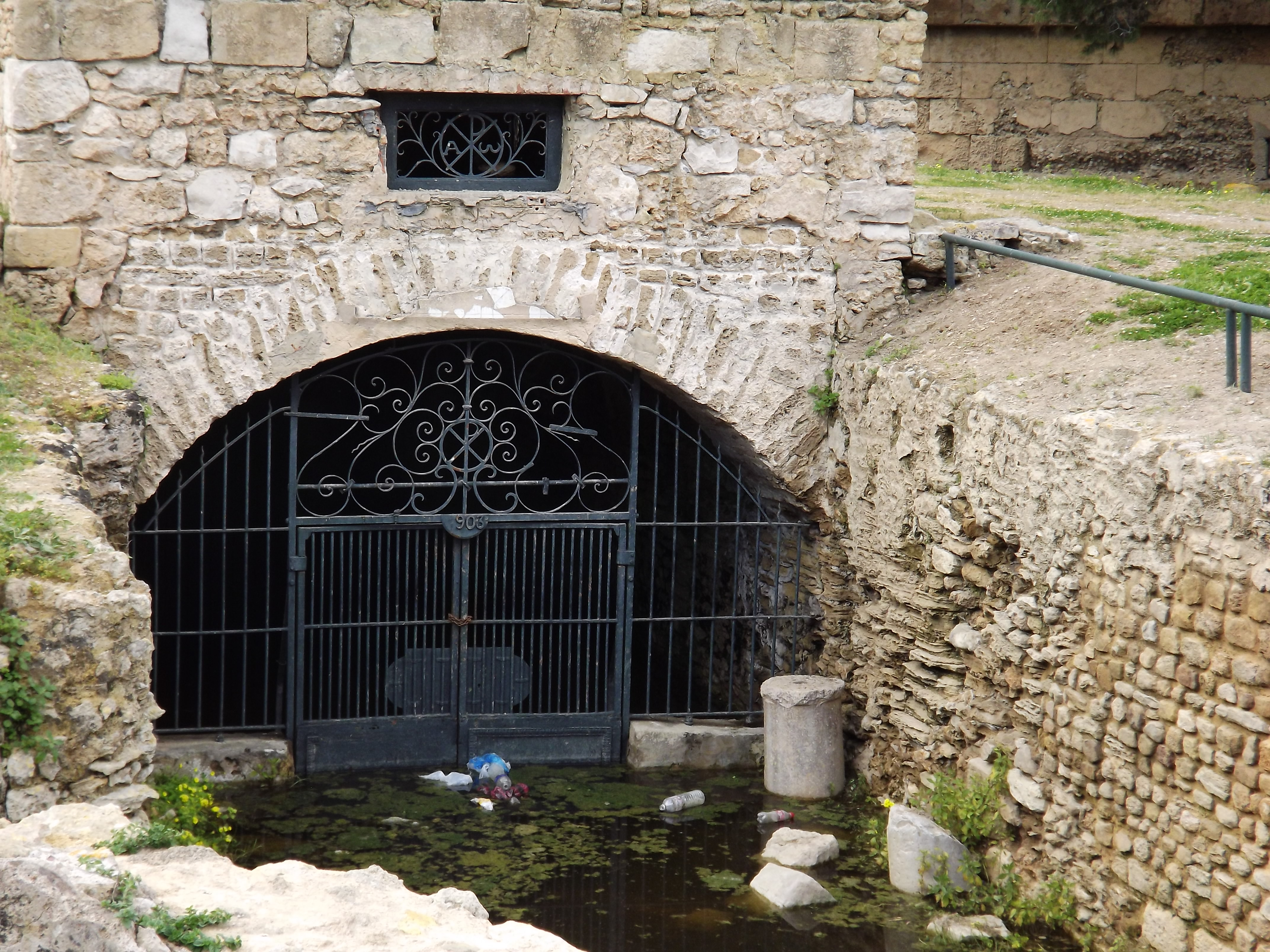
Chapelle dédiée aux saintes Perpétue et Félicité.
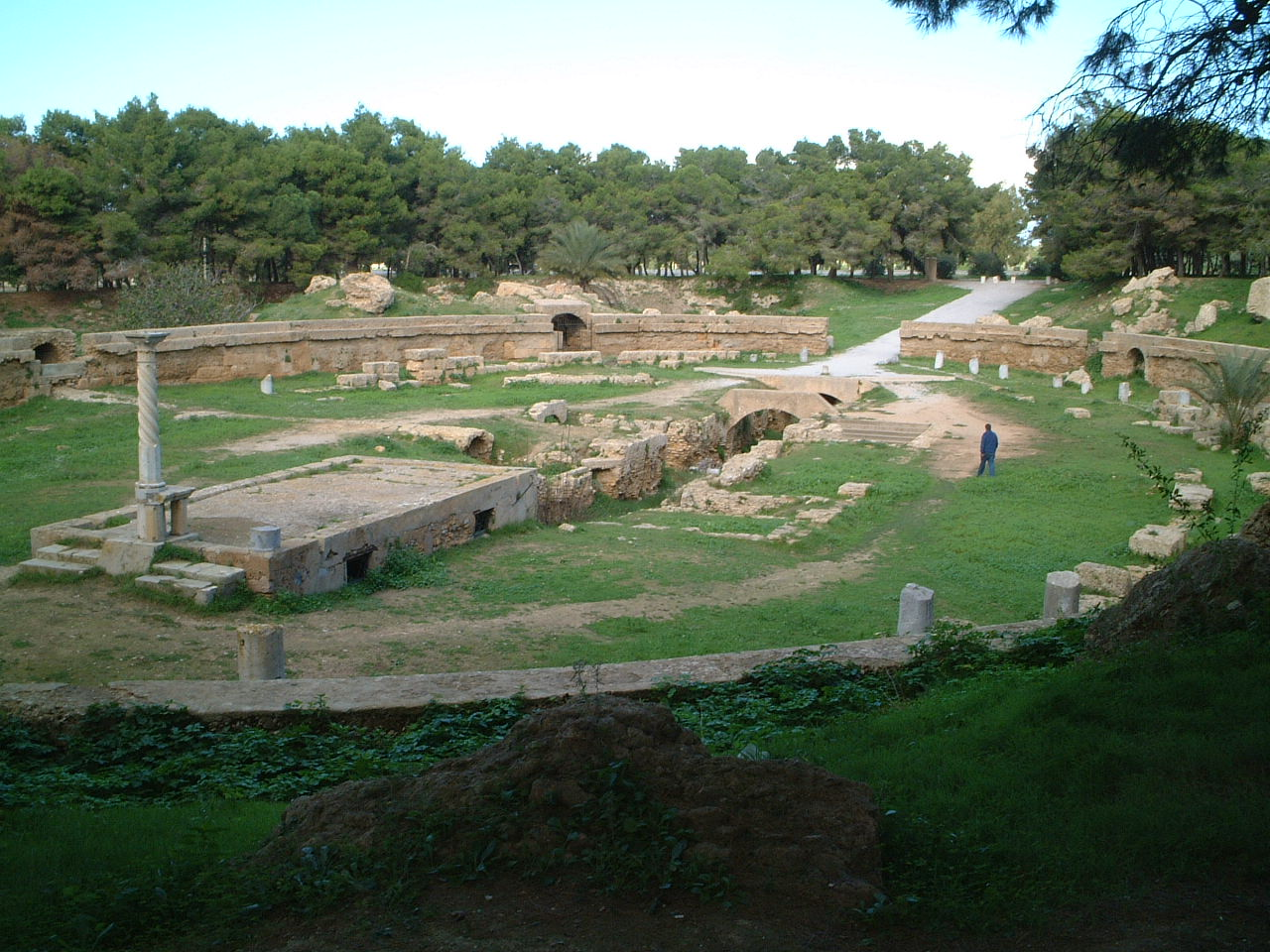
Vue actuelle de l'arène.

## Sorcellerie
L'amphithéâtre a reçu une dizaine de tablettes de défixion sur les 52 trouvées à Carthage. Il s'agit de textes magiques gravés sur des feuillets de plomb, déposés dans des lieux consacrés aux dieux chtoniens, soit des cimetières, soit ici probablement dans la chambre où on déposait les combattants bestiaires tués par les fauves : on croyait que l'âme d'une personne morte prématurément ou de mort violente pouvait, au moyen de formules magiques, se mettre au service de l'envoûteur. L'une de ces tablettes contient une malédiction adressée à un bestiaire :

« Tuez, massacrez, blessez Gallicus que Prima a engendré, sur l'heure, dans l'enceinte de l'amphithéâtre… Enchaîne ses pieds, ses membres, ses sens, sa moelle, enchaîne Gallicus que Prima a engendré, de sorte qu'il ne tue pas l'ours ni le taureau par un seul coup ni par deux coups ni par trois coups. Au nom du dieu vivant tout puissant, accomplissez ma prière, maintenant, vite, vite, que l'ours l'abatte et le blesse (n°47 du catalogue d'Auguste Audollent). »

### Ouvrages
- Azedine Beschaouch, La légende de Carthage, Paris, Gallimard, coll. « Découvertes Gallimard / Archéologie » (no 172) », 1993, 176 p. (ISBN 2-07-053212-7).
- Claude Briand-Ponsart et Christophe Hugoniot, L'Afrique romaine : de l'Atlantique à la Tripolitaine, 146 av. J.-C. - 533 apr. J.-C., Paris, Armand Colin, 2005, 576 p. (ISBN 2-200-26838-6).
- Paul Corbier et Marc Griesheimer, L'Afrique romaine : 146 av. J.-C. - 439 apr. J.-C., Paris, Ellipses, 2005, 432 p. (ISBN 2-7298-2441-3).
- Abdelmajid Ennabli et Alain Rebourg, Carthage : le site archéologique, Tunis, Cérès, 1993, 91 p. (ISBN 978-9973-700-83-4).
- Madeleine Hours-Miédan, Carthage, Paris, Presses universitaires de France, 1982, 126 p. (ISBN 2-13-037489-1, lire en ligne).
- Christophe Hugoniot, Rome en Afrique : de la chute de Carthage aux débuts de la conquête arabe, Paris, Flammarion, 2000, 350 p. (ISBN 2-08-083003-1).
- Yann Le Bohec, Histoire de l'Afrique romaine : 146 avant J.-C.-439 après J.-C., Paris, Picard, 2005, 282 p. (ISBN 2-7084-0751-1).
- Ammar Mahjoubi, Villes et structures urbaines de la province romaine d'Afrique, Tunis, Centre de publication universitaire, 2000, 316 p. (ISBN 978-9973-937-95-7). .
- Colette Picard, Carthage, Paris, Les Belles Lettres, 1951, 101 p.
- Hédi Slim et Nicolas Fauqué, La Tunisie antique : de Hannibal à saint Augustin, Paris, Mengès, 2001, 260 p. (ISBN 2-85620-421-X).
- Collectif, La Tunisie, carrefour du monde antique, Dijon, Faton, coll. « Les dossiers d'archéologie » (no 200), 1994, 135 p. (ISBN 978-2-87844-020-1).
- Collectif, Pour sauver Carthage : exploration et conservation de la cité punique, romaine et byzantine, Paris/Tunis, Unesco/INAA, 1992, 252 p. (ISBN 92-3-202782-8).

### Articles
- Annie Arnaud-Portelli, « Carthage, le fonctionnement d'une métropole régionale à l'époque romaine », Cahiers de la Méditerranée, no 64,‎ 2002, p. 23-37 (ISSN 1773-0201, lire en ligne, consulté le 30 mai 2019).
- Zeïneb Ben Abdallah, « L'Amphithéâtre », CEDAC, no 10,‎ 1989, p. 29-33 (lire en ligne, consulté le 30 mai 2019).
- Alfred Louis Delattre, « Lettre relative aux fouilles de Carthage », CRAI, vol. 40, no 4,‎ 1896, p. 327 (lire en ligne, consulté le 30 mai 2019).
- Alfred Louis Delattre, « Lettre relative aux dernières découvertes dans l'amphithéâtre de Carthage », CRAI, vol. 41, no 3,‎ 1897, p. 318-320 (lire en ligne, consulté le 30 mai 2019).
- Alfred Louis Delattre, « Rapport sur les fouilles exécutées dans l'amphithéâtre romain de Carthage pendant les années 1896 et 1897 », CRAI, vol. 41, no 6,‎ 1897, p. 694-696 (lire en ligne, consulté le 30 mai 2019).
- Abdelmajid Ennabli, « La campagne internationale de sauvegarde de Carthage. Fouilles et recherches archéologiques, 1973-1987. Premiers bilans », CRAI, vol. 131, no 2,‎ 1987, p. 407-438 (lire en ligne, consulté le 30 mai 2019).